# 薩卡拉哈區
薩卡拉哈區，是馬達加斯加的行政區，位於該國南部，由阿齊莫-安德列發那區負責管轄，首府設於薩卡拉哈，面積8,447平方公里，2011年人口107,147，人口密度每平方公里13人。